# Grattepanche
Grattepanche é uma comuna francesa na região administrativa de Altos da França, no departamento de Somme. Estende-se por uma área de 6,43 km². Em 2010 a comuna tinha 322 habitantes (densidade: 50,1 hab./km²).